# 見せたがる女
見せたがる女（Misetagaru onnaWoman Who Exposes Herself） は1981年に小沼勝監督の風間舞子主演の日本映画。
日活が1981年から1982年にロマンポルノシリーズの一部としてプロデュース。1979年に引退した谷ナオミの後継者である風間舞子の才能を紹介する「The Woman Who ...」シリーズの3作目 。 

## あらすじ
とり子は性的欲求不満の妻で、隣人とのゲーム交換に関与していた。 

## キャスト
- 加納とり子 - 風間舞子
- 吉田輝代 - 志麻いづみ
- 有島由子 - 北原理恵
- 加納誠 - 沼田爆
- 木下エツ子 - 高原リカ
- 秋山明夫 - 平光琢也
- 吉田勉三 - 吉原正皓

## 受賞歴
- 第3回ヨコハマ映画祭[2]
  - 最優秀女優賞- 風間麻衣子

## 参照資料
1. ↑  Weisser, Thomas; Yuko Mihara Weisser (1998). Japanese Cinema Encyclopedia: The Sex Films. Miami: Vital Books : Asian Cult Cinema Publications. pp. 513. ISBN 1-889288-52-7
2. ↑  “第3回ヨコハマ映画祭 1981年日本映画個人賞” (Japanese).   Yokohama Film Festival. 2011年1月7日閲覧。